# Arthur Monrad Johnson
Arthur Monrad Johnson ( 1878 - 1943 ) fue un botánico y curador estadounidense.
Habiendo realizado estudios de la flora tropical de América, especialmente de Brasil y de Cuba, fue Profesor de Botánica en la Universidad de California en Los Ángeles (UCLA) y director del Jardín Botánico del Campus, a partir de 1927 hasta su muerte en 1943. Antes ocupó cargos académicos en la Universidad de Minnesota, en la de Harvard y en la de Wisconsin.

## Algunas publicaciones
- 1939. "Abnormalities in the flowers of Melianthus major L.'" Volumen 1, Nº 12 de Publications in biological sciences. Ed. University of California press. 1 pp.
- 1927. "Studies in Saxifraga: I. Section Hydatica" Volumen 14, Nº 6 de American Journal of Botany
- 1927. The Status of Saxifraga nuttallii
- 1923. Cryptomorpha: a new section of Saxifraga

### Libros
- 1938. Botany of the seed plants: outline of a course of study. Ed. Students' Co-operative Store, University of California. 200 pp.
- 1931. Taxonomy of the flowering plants. Ed. Century biological series. 864 pp.
- 1919. A revision of the North American species of the section Boraphila Engl. of the genus Saxifraga (Tourn) L. 109 pp.

- La abreviatura «A.M.Johnson» se emplea para indicar a Arthur Monrad Johnson como autoridad en la descripción y clasificación científica de los vegetales.[3]